# ماناكن
طَير القَرقَرون ذو الرأس الحمراء (أو الماناكن، أنظر ويكاموس) فريدة صغيرة من الطيورالجاثمة. تحتوي المجموعة حوالي 60 نوعا موزعة في المناطق المدارية الأمريكية وهي من رتيبة عصافير الملك أو الملكيّات أو الملكاويات (الاسم العلمي: Tyranni) هي مجموعة تصنيفية من الطيور تتبع رتبة العصفوريات. تتضمن نحو 1000 نوع، وتعتبر الغالبية العظمي منها من أمريكا الجنوبية. وقد تم تسميتها على اسم جنس مناكن ذو الرأس الحمراء.
هذه المجموعة لديها تشريح يختلف في المصفار وعضلاته عن أي طائر مغرد (oscine)(الطيور المغردة من العصفوريات الأكبر ذات الرتبة الفرعية)، حيث أن اسمها الشائع هو الطيور المغردة الفرعية (sub-oscines). يتفق التشكلي وسلسلة دي أن إيه الميتوكندريا وحمض نووي للنواة حمض نووي ريبوزي منقوص الأكسجين، وبيانات الجغرافيا البيولوجية بالإضافة إلى السجل الحفري (غير الكافي) على أن الرتب الفرعية للعصفوران مجموعات مميزة تمامًا من ناحية التطور.

## فصائل
- عصافير الملك

## التصنيف
تضم رتبة الملكاوياويات التصنيفين الفرعيين التاليين:
- تحت رتبة الملكاويدات (الاسم العلمي:Tyrannides) أو تحت رتبة عصافير الملك وتحتوي على كل الطيور المغردة (suboscine) من أمريكا، ما عدا طيور السبايوا
  - تحت رتيبة عصافير الملك (الاسم العلمي:Tyrannida):
    - جنس (الاسم العلمي:Piprites)
    - جنس (الاسم العلمي:Calyptura)
    - فصيلة عصافير الملك (الاسم العلمي:Tyrannidae)
    - فصيلة (الاسم العلمي:Pipridae)
    - فصيلة (الاسم العلمي:Cotingidae)

  - تحت رتيبة عصافير النمل (الاسم العلمي:Thamnophilida):
    - فصيلة صرود النمل (الاسم العلمي:Thamnophilidae)

  - تحت رتيبة فرناريديات (الاسم العلمي:Furnariida):
    - فيلق الفرنارينات (الاسم العلمي:Furnarioidea)
      - الفصيلة الفرنارية (الاسم العلمي:Furnariidae)
      - فصيلة متسلقات الخشب (الاسم العلمي:Dendrocolaptidae)

    - فيلق (الاسم العلمي:Formicarioidea)
      - فصيلة سمامن النمل (الاسم العلمي:Formicariidae)
      - فصيلة آكلات الجرجة (الاسم العلمي:Conopophagidae)
      - الفصيلة التباكولية (الاسم العلمي:Rhinocryptidae)
- تحت رتبة العريضيدات (الاسم العلمي:Eurylaimides) أو تحت رتبة عريضات المنقار وتحتوي على الطيور المغردة الفرعية (suboscine) في العالم القديم والموزعة بشكلٍ رئيسي في المناطق الاستوائية حول المحيط الهندي - وفصيلة واحدة أمريكية (وهي السبايواية)
  - عريضات المنقار
  - الأسيتي
  - السبايواية (Sapayoidae)
  - البيتاوية (Pittidae)

لقد انفصلت هذه المجموعة إلى ثلاث رتب بواسطة سيبلي (Sibley) وأهلكويست (Ahlquist). على الرغم من ذلك، كما هو منصوص عليه أعلاه، فإن تهجين DNA-DNA قد تبين عدم مناسبته تمامًا ليحل تاريخ تطور سلاسة الطيور المغردة (phylogeny). لقد تحدد في النهاية وجود تفرع بين طيور النمل (antbird) وأليز (allies) تراكيوفون (tracheophone)، وأليز (allies) وتيرانت - فلايكاتشر (tyrant-flycatcher). على فرض أن ترتيب «العائلة الوسيطة» المطورة في الأصل قديم بالفعل (انظر على سبيل المثال أيرستيد (Irestedt) وآخرون. 2002 لنسالة تراكيوفون (tracheophone) - حتى إذا تم ترقية يوريلايميدي (Eurylaimides) إلى رتبة فرعية مميزة - سيكون من المستحسن تصنيف الكليدات على أنها العائلة الفائقة، أو إذا كانت مجموعة الطيور عريضة المنقار (broadbill) تعتبر رتبة فرعية منفصلة، مثل الرتبة الدنيا. في الحالة السابقة، يجب أن يتوفر الاسم فورناريودي (Furnarioidea) تراكيوفون (tracheophone)، حيث إن تيرانويدي "Tyrannoidea"، «تراكيوفون» أو ما يناظره، لم يتم تعريفها رسميًا بعد.
في الحالة السابقة، يجب تصنيف «تراكيوفون» (tracheophones) كفورناريدي "Furnariides"،
بينما ينبغي قصر تيرانيدي (Tyrannides) على تيرانت - فلايكاتشر (tyrant-flycatchers) وعائلات برونكوفون "bronchophone" الأخرى.
تحتوي عائلة برونكوفون (bronchophone) على فورناريدي (Furnariidae)، ثامنوفيليدي (Thamnophilidae)، فورميكاريدي (Formicariidae) (ضمن المحتمل أن تتضمن أغلب التاباكولو (tapaculos) وبونوبوفاجيدي (Conopophagidae). تتضمن مجموعة تيرانت - فلايكاتشر (tyrant-flycatcher) العائلة الحاملة لنفس الاسم، تيتيريدي (Tityridae) وكوتينجيدي (Cotingidae) وبايبريدي (Pipridae).

## روابط خارجية
- "Jungle Dancers", Nature article about manakin behaviour, from the بي بي إس website
- "High-speed videos of two manakin clades (Pipridae: Aves)", from the Journal of Experimental Biology website
- Videos of Machaeropterus deliciosus making a "tick-tick-ting" sound through wing motion, from the ساينس website
- Manakin videos, photos and sounds on the Internet Bird Collection
- "Manakins and the Plant Family Melastomataceae", from the Ecology Online Sweden website